# Arbeitgeberversicherung der Knappschaft-Bahn-See
Die Arbeitgeberversicherung der Deutschen Rentenversicherung Knappschaft-Bahn-See ist die zentrale Umlagekasse für alle Arbeitgeber, die bei der Knappschaft versicherte Arbeitnehmer beschäftigen und für alle geringfügig Beschäftigten (Minijobber), die bei der Minijob-Zentrale angemeldet sind. Sie ist bundesweit geöffnet. Die Arbeitgeberversicherung hat ihren Sitz in Bochum.
Die Arbeitgeberversicherung erstattet Arbeitgebern teilweise die Kosten für Entgeltfortzahlungen bei Krankheit (Umlage U1) und in vollem Umfang den gezahlten Zuschuss zum Mutterschaftsgeld und das bei Beschäftigungsverboten gezahlte Arbeitsentgelt (Umlage U2). Ferner informiert und berät sie Arbeitgeber.
Wie die Kosten der Erstattungen auf die Gesamtheit der Arbeitgeber finanziell verteilt werden (Umlageverfahren) und welche Voraussetzungen gelten, regelt seit 2006 das Aufwendungsausgleichsgesetz. Die Umlagen U1 und U2 werden zusammen mit den Gesamtsozialversicherungsbeiträgen an die Einzugsstelle der Knappschaft oder Minijob-Zentrale entrichtet.

## Geschichte
Ins Leben gerufen wurde die Arbeitgeberversicherung (ehemals Lohnausgleichskasse) mit der Einführung der Lohnfortzahlung bei Krankheit im Jahr 1969. Die Durchführung des Umlageverfahrens wurde u. a. der Deutschen Rentenversicherung Knappschaft-Bahn-See (ehemals Bundesknappschaft) übertragen. Seit dem Jahr 2003 führt die Umlagekasse der Deutschen Rentenversicherung Knappschaft-Bahn-See auch das Umlageverfahren für alle geringfügig Beschäftigten durch. Mit der Einführung des Aufwendungsausgleichsgesetzes verbunden ist die Namensänderung von Lohnausgleichskasse zu Arbeitgeberversicherung.